# Saul Bellow
Saul Bellow (Lachine, Montreal, 10 de junio de 1915-Brookline, Massachusetts, 5 de abril de 2005) fue un escritor canadiense y estadounidense de origen judío-ruso. Nació en Canadá, pero vivió desde pequeño en Estados Unidos. Fue galardonado con el Premio Nobel de Literatura en 1976.
En palabras del Comité Nobel sueco, su escritura exhibía

la mezcla de rica novela picaresca y sutil análisis de nuestra cultura, de entretenida aventura, episodios drásticos y trágicos en rápida sucesión intercalados con conversación filosófica, todo ello desarrollado por un comentarista de lengua ingeniosa y penetrante visión de las complicaciones exteriores e interiores que nos impulsan a actuar, o nos impiden hacerlo, y que puede llamarse el dilema de nuestra época. 

Entre sus obras más conocidas se encuentran Las aventuras de Augie March, Henderson, el rey de la lluvia, Herzog, El planeta del señor Sammler, Aprovecha el día, El legado de Humboldt y Ravelstein.
Bellow dijo que, de todos sus personajes, Eugene Henderson, de Henderson, el rey de la lluvia, era el que más se parecía a sí mismo. Bellow creció como inmigrante procedente de Quebec. Como Christopher Hitchens lo describe, la ficción y los personajes principales de Bellow reflejan su propio anhelo de trascendencia, una batalla "para superar no sólo las condiciones del gueto, sino también las psicosis del gueto"   Los protagonistas de Bellow luchan con lo que Albert Corde, el decano en El diciembre del decano, llamaba "las locuras a gran escala del siglo XX". Esta trascendencia de lo "indeciblemente lúgubre" (una frase de El hombre que cuelga) se logra, si es que puede lograrse, mediante una "feroz asimilación del aprendizaje" (Hitchens) y un énfasis en la nobleza.

## Biografía

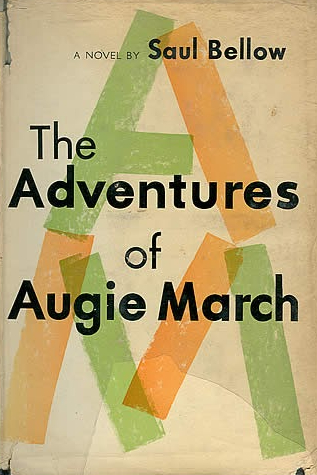
Esta es la portada del libro Las aventuras de Augie March escrito por Saul Bellow.

Bellow nació como Solomon Bellows, el 10 de junio de 1915 en Lachine (Quebec), dos años después de que sus padres, Lescha (de soltera Gordin) y Abraham Bellows,  emigraran de San Petersburgo (Rusia). La familia de Bellow era judía litvak;  A los 9 años su familia se trasladó a Chicago.
Bellow asistió a la escuela secundaria Tuley en el oeste de Chicago, asistió a la Universidad de Chicago, pero posteriormente se trasladó a la Universidad Northwestern. Inicialmente quería estudiar literatura, pero sentía que el departamento de inglés era antijudío. En cambio, se graduó con honores en antropología y sociología. Posteriormente, realizó estudios de posgrado en la Universidad de Wisconsin.
En 1941, Bellow se convirtió en ciudadano naturalizado de los Estados Unidos, después de descubrir, al intentar alistarse en las fuerzas armadas, que había inmigrado a los Estados Unidos ilegalmente cuando era niño.  
Durante la Segunda Guerra Mundial, Bellow se unió a la marina mercante y durante su servicio completó su primera novela, Dangling Man (1944), sobre un joven de Chicago que esperaba ser reclutado para la guerra. De 1946 a 1948, Bellow impartió clases en la Universidad de Minnesota. En el otoño de 1947, tras una gira para promocionar su novela "La Víctima", se mudó a una casa antigua y espaciosa en el número 58 de Orlin Avenue SE, en el barrio de Prospect Park de Minneapolis.
Estuvo casado en cinco ocasiones. Se le considera un referente dentro del grupo de escritores estadounidenses de religión judía de la segunda mitad del siglo XX. Falleció el 5 de abril de 2005 en Brookline, Massachusetts (Estados Unidos).

## Trayectoria
En 1948, Bellow recibió una beca Guggenheim que le permitió mudarse a París, donde comenzó a escribir Las aventuras de Augie March (1953). La crítica ha destacado el parecido entre la novela picaresca de Bellow y el gran clásico español del siglo XVII, Don Quijote. El libro comienza con uno de los párrafos iniciales más famosos de la literatura estadounidense, y sigue a su personaje titular a través de una serie de carreras y encuentros, mientras vive de su ingenio y determinación. Escrita en un estilo coloquial pero filosófico, Las aventuras de Augie March consolidó la reputación de Bellow como un autor importante.
Su primera novela, Hombre en suspenso (1944), refleja la ansiedad y la preocupación de un joven que espera ser movilizado en tiempo de guerra. A esta primera novela le siguió La víctima (1947). Tras obtener una beca de la fundación Guggenheim, Bellow vivió durante un tiempo en Europa, donde escribió la mayor parte de Las aventuras de Augie March (1953). Esta novela, un largo relato libremente estructurado con un héroe propio de la picaresca, ofrece un vivo y humorístico retrato de la comunidad judía de Chicago a través de un joven en busca de su identidad. La humanidad moderna, amenazada con perder su identidad pero aún no destruida espiritualmente, es el tema de sus obras posteriores, Carpe diem (1956) y Henderson, el rey de la lluvia (1959).
En 1958, Bellow volvió a impartir clases en la Universidad de Minnesota. En el período de primavera de 1961 enseñó escritura creativa en la Universidad de Puerto Rico en Río Piedras.
Sus novelas Las aventuras de Augie March (1953), Herzog (1964) y El planeta de Mr. Sammler (1970),  fueron galardonadas con el Premio Nacional del Libro estadounidense.
Bellow vivió en Nueva York durante años, pero regresó a Chicago en 1962 como profesor del Comité de Pensamiento Social de la Universidad de Chicago. El objetivo del comité era que los profesores colaboraran estrechamente con estudiantes de posgrado talentosos en un enfoque multidisciplinario del aprendizaje. Bellow formó parte del comité durante más de 30 años, junto con su íntimo amigo, el filósofo Allan Bloom.
Bellow recibió el Premio Pulitzer de Ficción en 1976 por El legado de Humboldt (1975). Está considerada una de sus mejores novelas y una obra clave en la narrativa anglosajona del siglo XX, influida por las lecturas de Rudolf Steiner durante su período de escritura (entre 1972 y 1974). Se trata de una roman à clef en la que el protagonista, Charlie Citrine, es trasunto del propio Bellow y su mejor amigo y antiguo mentor, el poeta Von Humboldt Fleisher, es Delmore Schwartz (1913-1966), amigo de Saul Bellow en la vida real.

### Premio Nobel y carrera posterior
Impulsado por el éxito de El legado de Humboldt, Bellow ganó el Premio Nobel de Literatura (1976) por "la comprensión y análisis sutil que realiza de la sociedad contemporánea en sus trabajos". En el discurso de 70 minutos que pronunció ante una audiencia en Estocolmo, Suecia, Bellow pidió a los escritores que fueran faros para la civilización y la despertaran del letargo intelectual.
Al año siguiente, la National Endowment for the Humanities seleccionó a Bellow para la Jefferson Lecture, la más alta distinción del gobierno federal estadounidense por sus logros en humanidades. La conferencia de Bellow se tituló "El escritor y su país se miran el uno al otro" 
De diciembre de 1981 a marzo de 1982, Bellow fue Visiting Lansdowne Scholar en la Universidad de Victoria (BC), y también ostentó el título de escritor residente. En 1998, fue elegido miembro de la American Philosophical Society.
El autor prosigue su análisis de la cultura contemporánea en El diciembre del decano (1982). Jerusalén, ida y vuelta (1976) es un estudio reflexivo de su visita a Israel, mientras que en la novela Son más los que mueren de desamor (1987) Bellow regresa al escenario del Medio Oeste de Estados Unidos. En 1994 publicó una colección de ensayos titulada Suma y sigue. Sus Cuentos reunidos se tradujeron al castellano en 2001 con un prefacio de Janis Bellow, entonces su esposa, y un prólogo de James Wood. En 1997 publicó una novela corta, La verdadera, y en 2000 su última novela, Ravelstein. En 2005, las editoriales españolas Círculo de Lectores y Galaxia Gutenberg publicaron su colección de ensayos Todo cuenta. En este libro, que abarca desde los años treinta hasta los noventa, puso de manifiesto en varios testimonios que, además de inglés, hablaba ruso, yiddish, francés y español.
Bellow viajó mucho durante toda su vida, principalmente a Europa, que a veces visitaba dos veces al año. De joven, Bellow fue a Ciudad de México para conocer a León Trotsky, pero el revolucionario ruso expatriado fue asesinado el día antes de que se conocieran. Los contactos sociales de Bellow eran amplios y variados. Acompañó a Robert F. Kennedy en un perfil para una revista que nunca llegó a escribir, y era íntimo amigo del escritor Ralph Ellison. Entre sus muchos amigos se encontraban el periodista Sydney J. Harris y el poeta John Berryman.
Aunque las ventas de las primeras novelas de Bellow fueron modestas, la situación cambió con Herzog. Bellow continuó enseñando hasta bien entrada su vejez, disfrutando de la interacción humana y el intercambio de ideas. Enseñó en la Universidad de Yale, la Universidad de Minnesota, la Universidad de Nueva York, la Universidad de Princeton, la Universidad de Puerto Rico, la Universidad de Chicago, el Bard College y la Universidad de Boston, donde impartió una clase con James Wood ('ausentándose modestamente' cuando llegó el momento de discutir Aprovecha el día). Para ocupar su puesto en Boston, Bellow se trasladó de Chicago a Brookline (Massachusetts), en 1993; murió allí el 5 de abril de 2005, a los 89 años. Está enterrado en el cementerio judío Shir HeHarim de Brattleboro, Vermont.
Aunque leía mucho, Bellow también tocaba el violín y practicaba deporte. El trabajo era una constante para él, pero a veces se afanaba a marchas forzadas en sus novelas, lo que frustraba a la editorial.
Sus primeras obras le granjearon la reputación de novelista más importante del siglo XX, y a su muerte era considerado uno de los mejores novelistas vivos. Fue el primer escritor en ganar tres Premios Nacionales del Libro en todas las categorías de premios.  Su amigo y protegido Philip Roth ha dicho de él: "La columna vertebral de la literatura estadounidense del siglo XX la han proporcionado dos novelistas: William Faulkner y Saul Bellow. Juntos son los Melville, Hawthorne y Twain del siglo XX". James Wood, en un elogio de Bellow en The New Republic', escribió:

Juzgué toda la prosa moderna por la suya. Injusto, sin duda, porque hacía que incluso los más ágiles -los Updike, los DeLillo, los Roth- parecieran monopodios. Pero, ¿qué otra cosa podía hacer? Descubrí la prosa de Saul Bellow al final de mi adolescencia y, a partir de entonces, la relación tuvo la cualidad de una aventura amorosa sobre la que no se podía guardar silencio. Durante la última semana, se ha hablado mucho de la prosa de Bellow, y la mayoría de los elogios -quizás porque han sido mayoritariamente de hombres- han tendido hacia lo robusto: Oímos hablar de la mezcla de registros altos y bajos de Bellow, de sus cadencias melvilleanas que sacuden los ritmos jivey yiddish, de la gran democracia pululante de las grandes novelas, de los ladrones, estafadores e intelectuales que pueblan el brillante sensorium de la ficción. Todo esto es bastante cierto; John Cheever, en sus diarios, se lamentaba de que, al lado de la ficción de Bellow, sus relatos parecían meras astillas suburbanas. Ian McEwan sugirió sabiamente la semana pasada que puede que los escritores y críticos británicos se sintieran atraídos por Bellow precisamente porque mantenía viva una amplitud dickensiana de la que ahora carece la novela inglesa. ... Pero nadie mencionó la belleza de esta escritura, su música, su elevado lirismo, su firme pero lujoso placer en el propio lenguaje. ... [A decir verdad, no pude agradecérselo lo suficiente cuando estaba vivo, y no puedo hacerlo ahora.

## Influencia
Ha influido en casi todos los escritores norteamericanos de origen judío, como Bernard Malamud (1914-1986),  Howard Fast (1914-2003), Peter Viertel (1920-2007),  Betty Friedan (1921-2006), Norman Mailer (1923-2007), Joseph Heller (1923-1999), Herbert Gold (1924), Allen Ginsberg (1926-1997), Neil Simon (1927-2018), Ira Levin (1929-2007), William Goldman (1931-2018), Philip Roth (1933-2018), etc. Philip Roth ha escrito:

La columna vertebral de la literatura estadounidense del siglo XX fue proporcionada por dos escritores: William Faulkner y Saul Bellow.

## Temas y estilo

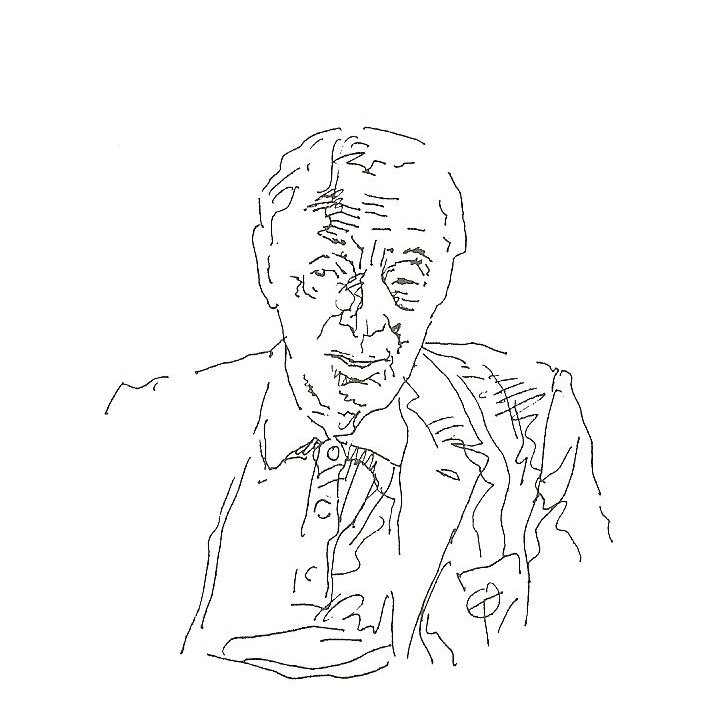
Retrato de Bellow por Zoran Tucić.

Los temas de Bellow incluyen la desorientación de la sociedad contemporánea, y la capacidad de las personas para superar su fragilidad y alcanzar la grandeza o la conciencia. Bellow veía muchos defectos en la civilización moderna, y su capacidad para fomentar la locura, el materialismo y el conocimiento engañoso. Los personajes principales de la ficción de Bellow tienen potencial heroico, y muchas veces contrastan con las fuerzas negativas de la sociedad. A menudo estos personajes son judíos y tienen un sentimiento de alienación u otredad.
La vida y la identidad judías son un tema importante en la obra de Bellow, aunque le molestaba que le llamaran "escritor judío". La obra de Bellow también muestra un gran aprecio por América y una fascinación por la singularidad y vitalidad de la experiencia americana.
La obra de Bellow abunda en referencias y citas de Marcel Proust y Henry James, entre otros, pero compensa estas referencias de alta cultura con bromas. Bellow intercalaba elementos autobiográficos en su ficción, y se decía que muchos de sus personajes principales se parecían a él.

## Obra

### Novelas y novelas breves
- Hombre en suspenso (Dangling Man, 1944), traducción de Augusto Gubler (1973)
- La víctima (The Victim, 1947), traducción de José Luis López Muñoz (1979)
- Las aventuras de Augie March (The Adventures of Augie March, 1953), traducción de Patricio Ros y Carlos Grosso (1994)
- Carpe diem (Seize the Day, 1956), traducción de José María Valverde (1968)
- Henderson, el rey de la lluvia (Henderson the Rain King, 1959), traducción de Raquel Albornoz (2004)
- Herzog (1964), traducción de Rafael Vázquez Zamora (1965)
- El planeta de Mr. Sammler (Mr. Sammler's Planet, 1970), traducción de Rafael Vázquez Zamora (1972)
- El legado de Humboldt (Humboldt's Gift, 1975), traducción de Montserrat Solanas (1976)
- El diciembre del decano (The Dean's December, 1982), traducción de Jesús Pardo (1982)
- Son más los que mueren de desamor (More Die of Heartbreak, 1987), traducción de María Mir (1989)
- Un recuerdo que dejo (A Theft, 1989), traducción de John Dougall (1993)
- La conexión Bellarosa (The Bellarosa Connection, 1989), traducción de José Manuel Álvarez Flórez (1991)
- La verdadera (The Actual, 1997), traducción de José Luis López Muñoz (1997)
- Ravelstein (2000), traducción de Roser Berdagué (2000)

### Colecciones de relatos cortos
- Las memorias de Mosby (Mosby's Memoirs, 1968), traducción de Rafael Vázquez Zamora (1969)
- El hombre que hablaba demasiado (Him with His Foot in His Mouth, 1984), traducción de José Ferrer Aleu (1985)
- Something to Remember Me By: Three Tales (1991)
- Cuentos reunidos (Collected Stories, 2001), traducción de Beatriz Ruiz Arrabal (2003)

### No ficción
- Jerusalen, ida y vuelta (To Jerusalem and Back, 1976), memorias; traducción de Adolfo Martín (1977)
- Todo cuenta (It All Adds Up, 1994), ensayos; traducción de Benito Gómez Ibáñez (2005)
- Cartas (Letters, 2010), edición de Benjamin Taylor; traducción de Daniel Gascón (2011)
- There Is Simply Too Much To Think About (2015), colección de piezas cortas de no ficción

| Predecesor: Eugenio Montale | Premio Nobel de Literatura 1976 | Sucesor: Vicente Aleixandre |